# Cana Airport
Cana Airport är en flygplats i Benin.   Den ligger i departementet Zou, i den södra delen av landet, 90 km nordväst om huvudstaden Porto-Novo. Cana Airport ligger 166 meter över havet.
Terrängen runt Cana Airport är platt. Runt Cana Airport är det ganska tätbefolkat, med 104 invånare per kvadratkilometer.. Närmaste större samhälle är Bohicon, 5,6 km norr om Cana Airport.
Omgivningarna runt Cana Airport är en mosaik av jordbruksmark och naturlig växtlighet.